# Франсоаз Баре Синуси
Франсоаз Баре Синуси (фр. Françoise Barré-Sinoussi; 30. јул 1947) француски је вирусолог, директор Одјељења за регулисање ретровирусних инфекција (фр. Unité de Régulation des Infections Rétrovirales) и професор на Пастеровом институту у Паризу. Заједно са својим ментором Ликом Монтањијеом је 2008. године добила Нобелову награду за физиологију или медицину „за откриће вируса хумане имунодефицијенције”. Повукла се из активних истраживања 31. августа 2015. године, а потпуно се пензионисала 2017. године.